# دیتوار
دیتوار (به آلمانی: Dittwar) یک منطقهٔ مسکونی در آلمان است که در تاوبربیشوفزهایم واقع شده‌است. دیتوار ۲۳۴ متر بالاتر از سطح دریا واقع شده‌است.